# Cantó de Vineuil
El cantó de Vineuil és un cantó francès del departament de Loir i Cher, situat al districte de Blois. Té 3 municipis i el cap és Vineuil.

## Municipis
- Montlivault
- Saint-Claude-de-Diray
- Vineuil

## Història
| Data d'elecció                           | Identitat         | Partit        | Qualitat |
| ---------------------------------------- | ----------------- | ------------- | -------- |
| 1994-2001                                | Robert Moreau     | Divers droite |          |
| 2001-2009                                | Jean-Luc Portevin | Divers droite |          |
| 2009-                                    | Claude Gorge      | PS            |          |
| les dades anteriors no són pas conegudes |                   |               |          |
|                                          |                   |               |          |

## Demografia
| A partir de 1990: Població sense dobles comptes |